# 69. vestlige længdekreds
Den 69. vestlige længdekreds (eller 69 grader vestlig længde) er en længdekreds, der ligger 69 grader vest for nulmeridianen. Den løber gennem Ishavet, Nordamerika, Atlanterhavet, Caribien, Sydamerika, Stillehavet, det Sydlige Ishav og Antarktis.